# Go Bo-gyeol
Go Bo-gyeol (koreanisch 고보결; * 2. Mai 1988) ist eine südkoreanische Schauspielerin. Sie gab ihr Debüt 2011 und ist auch als Model tätig.

## Leben
Go Bo-gyeol besuchte zunächst die Anyang Arts High School und studierte anschließend Schauspiel am Seoul Institute of the Arts. Ihre erste Rolle erhielt sie 2011 im Film Turtles. Seit 2013 wirkt Go auch in Fernsehserien mit. In den ersten Jahren ihrer Karriere war sie vor allem in Gast- und Nebenrollen zu sehen, darunter 2015 in der starbesetzten Comedy-Serie Producer sowie von 2016 bis 2017 in der überaus erfolgreichen Serie Goblin. In der 2018 veröffentlichten Historien-Miniserie Hymn of Death spielte Go die Rolle der Yoon Sung-duk, die jüngere Schwester der von Shin Hye-sun verkörperten Hauptfigur.
2020 spielte Go als Oh Min-jung eine der Hauptfiguren in der Fernsehserie Hi Bye, Mama! an der Seite von Kim Tae-hee. 2023 folgte eine erneute Serien-Hauptrolle in The Heavenly Idol. 2024 wirkte sie in der beim Cannes International Series Festival vorgestellten Mystery-Krimiserie Black Out mit.
2021 wurde Go Bo-gyeol auf dem Stockholm Film & TV Festival als beste Darstellerin für ihre schauspielerische Leistung als Cha young in der Miniserie Proxy Emotion ausgezeichnet. Neben ihrer Film- und Fernsehkarriere betätigt sich Go auch als Model.

## Filmografie (Auswahl)
- 2011: Turtles
- 2013: Puberty Medley (Sachungi Medeulli; Miniserie der Sendereihe Drama Special Series, vier Folgen)
- 2014: The Fatal Encounter (Yeongnin)
- 2015: The Missing (Siljongneuwareu M; Fernsehserie, zwei Folgen)
- 2015: Producer (Peurodyusa; Fernsehserie, 12 Folgen)
- 2015: Bubble Gum (Pungseonkkeom; Fernsehserie, 16 Folgen)
- 2016: Dear My Friends (Dieo Mai Peurenjeu; Fernsehserie, 16 Folgen)
- 2016: Second to Last Love (Kkeut-eseo Dubeonjjae Sarang; Fernsehserie, 20 Folgen)
- 2016: Cinderella with Four Knights (Sinderellawa ne myeong-ui gisa; Fernsehserie, 16 Folgen)
- 2016–2017: Goblin (Dokkaebi; Fernsehserie, 16 Folgen)
- 2017: Queen for Seven Days (7 Ileui Wangbi; Fernsehserie, 20 Folgen)
- 2017: Go Back (Gobaekbubu; Fernsehserie, 12 Folgen)
- 2018: Mother (Madeo; Fernsehserie, 16 Folgen)
- 2018: Hymn of Death (Sa-ui Chanmi; Miniserie, sechs Folgen)
- 2019: Arthdal Chronicles (Aseudal yeondaegi; Fernsehserie, 16 Folgen)
- 2020: Hi Bye, Mama! (Haibai, Mama!; Fernsehserie, 16 Folgen)
- 2021: Proxy Emotion (Miniserie der Sendereihe Drama Special Series)
- 2023: Das himmlische Idol (Seongseureoun aidol; Fernsehserie, 12 Folgen)
- 2024: Black Out (Baekseolgongjuege jugeumeul; Fernsehserie, 14 Folgen)